# Blondie Knows Best
Blondie Knows Best ist eine US-amerikanische Filmkomödie in Schwarz-weiß aus dem Jahr 1946. Regie führte Abby Berlin, das Drehbuch schrieben Edward Bernds und Al Martin nach einer Vorlage von Edward Bernds und den Comics von Chic Young. Die Hauptrollen spielten Penny Singleton und Arthur Lake. Blondie Knows Best ist der achtzehnte Blondie-Film.

## Handlung
Beim Versuch, ein gutes Verhältnis mit seinem neuen Nachbarn Mr. Conroy zu fördern, spricht Dagwood Bumstead ihn an, als der gerade an einem Vorderrad seines Autos arbeitet. Dabei bewirkt er, dass das Auto auf dem Fuß Mr. Conroys zu stehen kommt. Er setzt also das Auto zurück und zerstört dabei die dahinter stehende Garage. Mr. Conroy, ein Rechtsanwalt, fordert daraufhin eine Entschädigung von 500 Dollar, weshalb Dagwoods Frau Blondie beschließt, dass Dagwood unbedingt einen Bonus in dieser Höhe erhalten müsse. Zufällig ruft Dagwoods Chef, Mr. Dithers, gerade zu diesem Zeitpunkt an. Er sieht seine Firma in Gefahr und fordert von Dagwood, umgehend an den Vorbereitungen für den dringend benötigten Vertrag mit Charles Peabody zu arbeiten. Im Hintergrund drängt Blondie so sehr auf den Bonus, dass Mr. Dithers bereits dadurch verärgert wird, obwohl Dagwood nicht einmal dazu kam, danach zu fragen. Am nächsten Morgen versucht Mr. Conroy vergeblich, die Forderung an Dagwood zu übergeben, da der sie persönlich erhalten muss. Also wird der extrem kurzsichtige Jim Gray vom Gericht für diese Aufgabe eingesetzt. Der folgt Dagwood ins Büro, wobei dieser im erfolgreich ausweicht. Währenddessen legt sich Mr. Dithers auf der Straße mit einem Autofahrer an, der beim Einparken in sein Auto gefahren ist. Doch kaum zurück im Büro muss Mr. Dithers feststellen, dass es sich bei dem ungeschickten Fahrer um Charles Peabody handelt. Nun soll Dagwood bei den Verhandlungen als Mr. Dithers auftreten. Nach einem kurzen Gespräch beschließt Peabody, das Gespräch am Abend im Hi-Ho Club fortzusetzen.
Doch auch dort kommen die Verhandlungen kaum weiter, da Peabody eher die Möglichkeiten des Clubs genießen will. Zudem wird Dagwood sowohl von Dr. Schmidt und Dr. Titus, die ihn für medizinische Experimente rekrutieren möchten, als auch von dem Unternehmer David Armstrong angesprochen. Armstrong, der Peabody kennt, möchte ebenfalls ein Geschäft mit der Firma von Dithers abwickeln. Bald erscheinen auch Blondie und Mr. Dithers im Club; Dithers möchte die Fortschritte beobachten, Blondie auf Dagwood achten, weil auch zwei Frauen am Tisch sitzen, von denen eine sich anscheinend sehr für Dagwood interessiert. Blondie geht dazwischen, klärt die Täuschung aber nicht auf, wohlwissend, dass der gewünschte Bonus daran hängt. Peabody fordert Blondie darauf zum Tanz auf. Durch die Reaktion von Mr. Dithers darauf, wird Peabody auf ihn aufmerksam. Durch einen Versprecher des hinzugeeilten Dagwood fliegt die Täuschung auf. Das verärgert Peabody so sehr, dass er nicht nur die Verhandlungen abbricht, sondern auch ankündigt, die Firma von Mr. Dithers in Zukunft aktiv zu bekämpfen. Alle verlassen nun den Club, allerdings muss Dagwood dabei dem mittlerweile eingetroffenen Jim Gray ausweichen. Weil Gray ebenfalls zum Haus der Bumsteads fährt, muss Dagwood im Park übernachten.
Am nächsten Morgen sucht Blondie Dagwood dort auf und spricht mit ihm über die finanziellen Probleme. Dabei findet Dagwood die Visitenkarte, auf der ihm Dr. Schmidt und Dr. Titus 500 Dollar versprechen, in seiner Tasche. Er begibt sich sofort zu deren Klinik, was Blondie aber nicht bemerkt. Sie sucht ihn daraufhin in seinem Büro. Dort trifft sie auf Mr. Dithers, der Dagwood nun für die Verhandlungen mit Mr. Armstrong benötigt. Also machen sich die beiden zusammen auf die Suche nach Dagwood. Armstrong, der wichtige Termine in einer anderen Stadt hat und daher bereits in der Firma eingetroffen ist, folgt ihnen. In der Wohnung der Bumsteads erinnert sich Blondie, an Dagwoods Worte, die den beiden den Weg in die Klinik weisen. Auf dem Weg dorthin folgt ihnen Armstrong, der Cookie und Alexander, die beiden Bumsteadkinder, mitnimmt. Auch der vor dem Haus wartende Gray folgt der Gruppe. In der Zwischenzeit haben Dr. Titus und Dr. Schmidt ein Wahrheitsserum an Dagwood ausprobiert. Unter dessen Einfluss klärt dieser Armstrong über die Scharade des Vorabends auf, erzählt ihm aber auch, dass die Firma von Mr. Dithers absolut verlässlich sei, auch wenn Dithers keine guten Löhne zahle. Dem zuerst skeptisch gewordenen Armstrong genügt dies, um den Vertrag mit Mr. Dithers abzuschließen. Daher bekommt Dagwood neben der Vergütung für die Tests auch einen Bonus von Mr. Dithers. Die Ärzte wiederum planen bereits ein neues Experiment, bei dem ein Proband drei Tage lang schlafen soll. Der Proband soll der mittlerweile eingetroffene Jim Gray sein, der nun vor den Ärzten flüchtet.
Running Gag mit dem Briefträger
In diesem Film tritt kein Briefträger auf. Stattdessen wird Mr. Conroy einmal allein und einmal zusammen mit Jim Gray umgerannt, jeweils beim Versuch, die Schadensersatzaufforderung abzugeben.

## Hintergrund
Blondie Knows Best war der erste Film der Reihe, an dem Edward Bernds, der in späteren Folgen die Regie übernahm, beteiligt war. Als Drehbuchautor gab er Shemp Howard viele Freiheiten für dessen Rolle. Dieser Film war zudem der letzte der Serie mit Jonathan Hale als Mr. Dithers, der in den folgenden Filmen durch Jerome Cowan ersetzt wurde. Zufällig spielte Jerome Cowan in Blondie Knows Best den potenziellen Kunden Charles Peabody. Im Hi-Ho Club wird unter anderem eine Instrumentalversion des Lieds Put the Blame on Mame gespielt, das im gleichen Jahr von Rita Hayworth in dem Film Gilda gesungen worden war.
Verantwortlicher Artdirector war Perry Smith. Für das Szenenbild war James Crowe verantwortlich.
Blondie Knows Best wurde von Columbia Pictures produziert und vertrieben. Gedreht wurde in der Zeit zwischen dem 25. März und dem 16. April 1946. Die Uraufführung war am 17. Oktober 1946. Über eine deutschsprachige Aufführung ist nichts bekannt.

## Kritiken
Wie schon für die vorherigen Filme finden sich auch für Blondie Knows Best wenig Kritiken, und die sagen im Wesentlichen, dass Blondie Knows Best genauso sei, wie eben diese Filme. Arthur Lake und Penny Singleton werden wie üblich für ihre Leistungen gelobt, die sie genauso gut wie üblich abliefern. Die Komplikationen in der Geschichte werden als vorhersehbar eingestuft, und auch der Slapstick sei wie üblich. Zwar sei das Drehbuch auf eine wohlbekannte Formel reduziert worden, doch sprühe der Film, genau wie seine Vorgänger, einen Charm aus, der sich an den Kinokassen auszahlen werde.
Hervorgehoben wird die Leistung von Shemp Howard, der für viele Lacher sorge. Besonders gut seien auch die Szenen, in denen Dagwood und Dithers sich gegenseitig darstellen.